# Kieron Williamson
Kieron Williamson (n. 4 august 2002) este un pictor din Anglia, specializat în tehnica acuarelei. Picturile sale și abilitatea sa de a picta la vârsta de șase ani au provocat un interes considerabil în mass-media din Regatul Unit și a devenit notabil pentru tehnica sa avansată a perspectivei și a umbririi.